# Cireșeni, Iași
Cireșeni (în trecut, Văcăria) este un sat în comuna Cotnari din județul Iași, Moldova, România.